# Constituição do Estado do Piauí de 1989
A Constituição do Estado do Piauí de 1989  é a carta magna ou Carta Política do estado do Piauí elaborada de acordo com os princípios da Constituição Federal de 1988. Foi promulgada pela Assembleia Estadual Constituinte do Piauí no dia 5 de outubro de 1989, um ano após a Constituição Federal do Brasil.

## Preâmbulo
"Nós, representantes do povo, em Assembléia Constituinte, sob a proteção de Deus, continuadores das tradições de combatividade, firmeza, heroísmo e abnegação dos nossos antepassados, decididos a organizar uma sociedade aberta às formas superiores de convivência, fundada nos valores da liberdade, da igualdade e do trabalho, apta a preservar a sua identidade no contexto geral da nação brasileira, promulgamos a seguinte CONSTITUIÇÃO DO ESTADO DO PIAUÍ".

## Corpo
O corpo da Constituição do Estado do Piauí de 1989 é formado por 261 artigos e consta com a assinatura do corpo parlamentar constituinte.

### ADCT
O ADCT, Ato das Disposições Constitucionais Transitórias da Constituição do Piauí elenca-se em 35 artigos, onde o artigo 35 dispõe sobre a criação de novos municípios.

### Emendas
A primeira emenda da Constituição do Estado do Piauí de 1989 foi promulgada no dia 29 de junho de 1991, sendo também a data da segunda emenda; a emenda 03 é de 26/08/1991; a emenda 04 em 08/10/1993; a quinta data do dia 19/04/1996 e a sexta emenda no dia 26 de abril de 1996.

## Elenco constituinte
Em 1986 o Piauí elegeu trinta deputados estaduais que teriam funções constituintes e além deles cinco suplentes também ajudaram a elaborar a Carta Magna estadual.
- Kleber Dantas Eulálio – Presidente
- Adelmar Pereira da Silva – 1º Vice–Presidente
- Robert de Almendra Freitas – 2º Vice–Presidente
- Antônio Rufino Sobrinho – 1º Secretário
- Guilherme Xavier de Oliveira Neto – 2º Secretário
- Antônio de Barros Araújo – 3º Secretário
- Marcelo Costa e Castro – 4º Secretário
- Humberto Reis da Silveira – Relator Geral
- Luiz Gonzaga Paes Landim – Relator Adjunto, Waldemar de Castro Macedo – Relator Adjunto, Adolfo Júnior de Alencar Nunes, Antônio José de Moraes Souza, Fernando Alberto de Brito Monteiro, Francílio Ribeiro de Almeida, Francisco Figueiredo de Mesquita, Francisco de Paula Gonçalves Costa, Francisco Tomaz Teixeira, Gerardo Juraci Campelo Leite, Gérson Antônio de Araújo Mourão, Guilherme Cavalcante de Melo, João Tavares da Silva Neto, José Reis Pereira, Juarez Piauiense de Freitas Tapety, Luciano Nunes Santos, Maurício Ribeiro Melo, Newton de Castro Macedo, Sabino Paulo Alves Neto, Sebastião Rocha Leal, Warton Francisco Neiva de Moura Santos, Wilson de Andrade Brandão.
- Participantes: Aquiles Nogueira Lima, Homero Ferreira Castelo Branco Neto, Marcelo do Egito Coelho, Themístocles de Sampaio Pereira Filho.[5]
- In memoriam: Francisco Abraão Gomes de Oliveira.

## Constituições piauienses anteriores
Lista a completar.
- Constituição Política do Estado do Piauí de 1891, promulgada em 27 de maio de 1891 como a primeira Constituição Política do Piauí[7];
- Constituição Política do Estado do Piauí de 1892, promulgada no dia 13 de junho de 1892 pela Câmara Constituinte;
- Constituição Política do Estado do Piauí de 1935, foi promulgada no dia 18 de julho de 1935 se adequava à Constituição federal de 1934;
- Constituição Política do Estado do Piauí de 1947 foi promulgada pela Assembleia  Constituinte no dia 22 de agosto de 1947; de acordo com Cláudio Bastos teve o anteprojeto de autoria do jurista Cláudio Pacheco Brasil.[8]
- Constituição Política do Estado do Piauí de 1967 foi posta em vigou em 12 de maio de 1967. Substitui a Carta Política Piauiense anterior para se enquadrar à Constituição brasileira de 1967 imposta pela da Ditadura Militar de 1964.

obs. As fontes referenciadas não registram se o Piauí fez uma Constituição em 1937 como fizeram outros estados para ajustamento à Constituição brasileira de 1937.

## Galeria de imagens

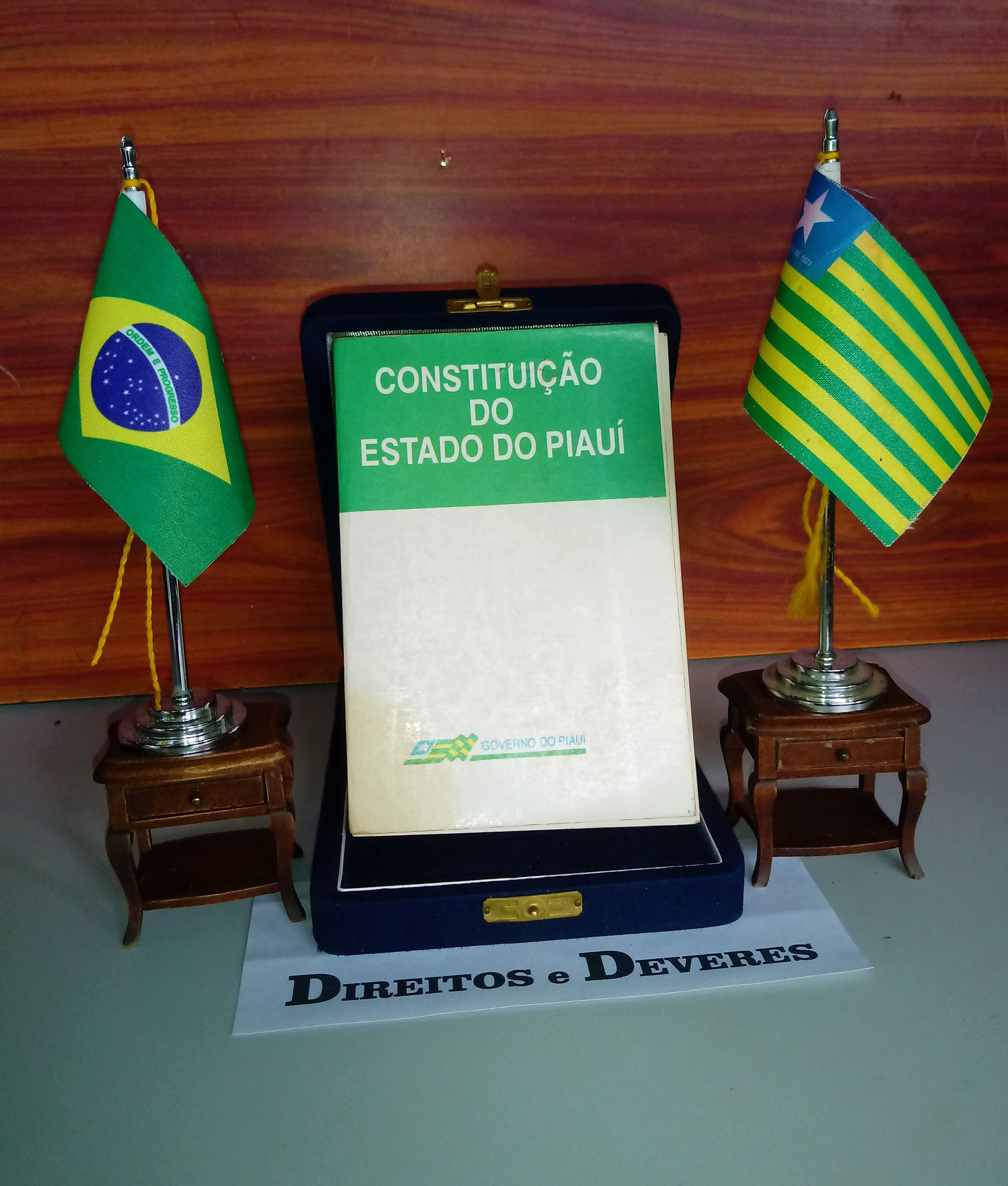
Exemplar de bolso da Constituição impresso pelo Governo do Estado em 1990.
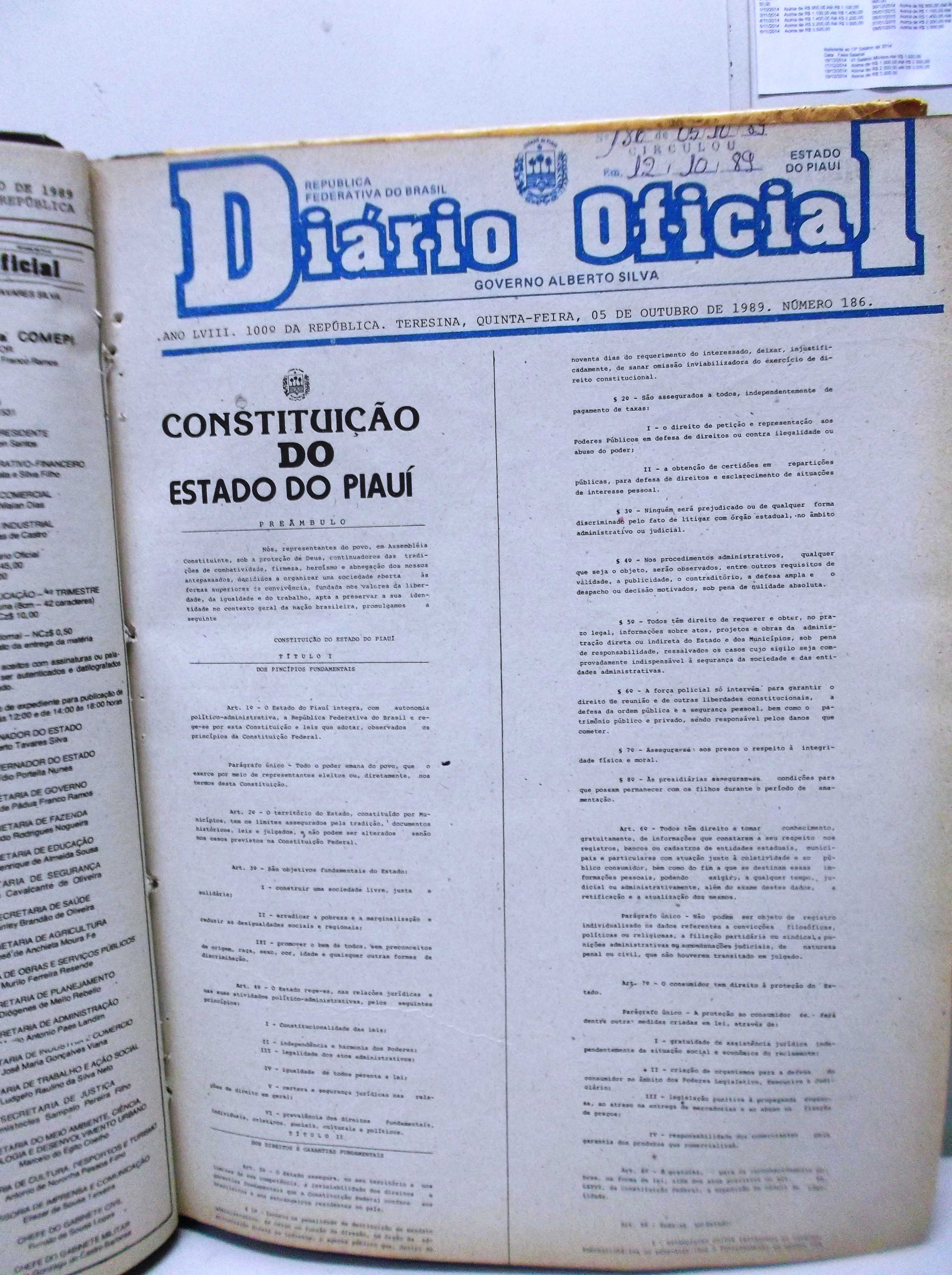
Edição do Diário Oficial do Estado do Piauí, de 5 de outubro de 1989, com o texto da Constituição.
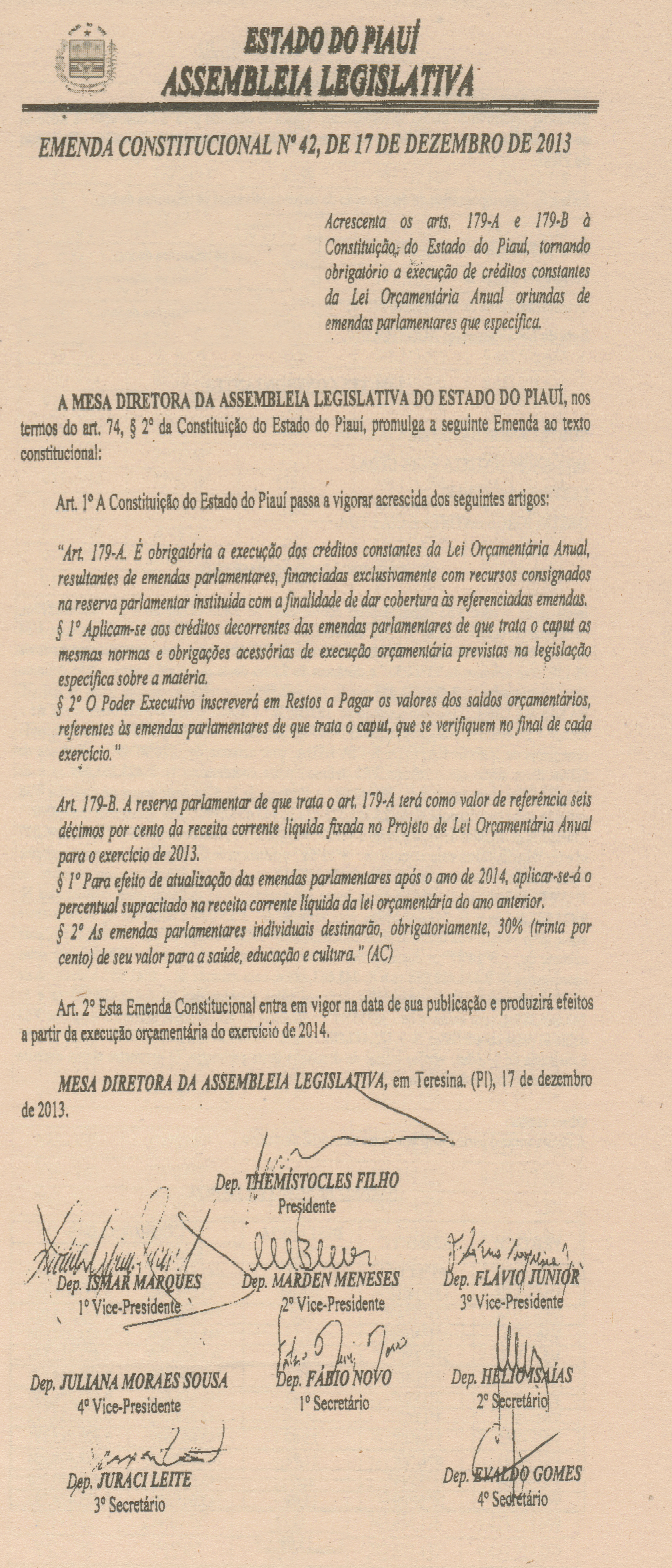
Emenda Constitucional piauiense Nº 42, de 17 de dezembro de 2013, republicada no Diário Oficial do Estado do Piauí em 4 de setembro de 2014.